# Гориче (Постойна)
Гориче (словен. Goriče) — поселення в общині Постойна, Регіон Нотрансько-крашка, Словенія. Висота над рівнем моря: 551,2 м.